# Robert von Planta
Robert von Planta (* 7. März 1864 in Alexandrien, Ägypten; † 12. Dezember 1937 in Chur) war ein Schweizer Philologe und Romanist.

## Leben
Robert von Plantas Vater Peter Conradin von Planta führte ein Handelsgeschäft in Alexandrien. Nach der Rückkehr in die Schweiz wohnte die Familie auf Schloss Fürstenau im Domleschg. Robert von Planta studierte in Basel, Berlin, München, Leipzig und Zürich Klassische Philologie. 1890 promovierte er mit der Dissertation Grammatik der oskisch-umbrischen Dialekte. Er erforschte als Privatgelehrter die mittellateinische und rätoromanische Sprachgeschichte und begründete 1904 mit Unterstützung der Societad Retorumantscha das Wörterbuch Dicziunari Rumantsch Grischun und 1924 das Rätische Namenbuch.

## Werke
- Ein rätoromanisches Sprachdenkmal aus dem 12. Jahrhundert. In: Archiv für lateinische Lexikographie 15 (1908), S. 391–399.
- Doctor Florian Melcher. In: Annalas da la Societad Retorumantscha 29 (1915), S. 1–15 (Digitalisat in E-Periodica).
- Gegen den religiösen Antimilitarismus. Ein Ruf zur Besinnung. Schuler, Chur 1916.
- Die Sprache der rätoromanischen Urkunden [des Vorarlbergs] des 8.–11. Jahrhunderts. In: Adolf Helbok (Bearb.): Regesten von Vorarlberg und Liechtenstein bis zum Jahre 1260. Wyss, Bern 1920 (= Quellen zur Geschichte Vorarlbergs und Liechtensteins. Band 1).
- Die Namen «Prättigau» und «Rätikon». In: Bündner Monatsblatt 1924, Nr. 10 (Oktober), S. 310–315 (Digitalisat in E-Periodica).
- Rätoromanische Probleme. In: Die Schweiz 1931, S. 109–122 (Auch in Robert von Planta: Aufsätze. Hrsg. von Dieter Kattenbusch. Fundaziun retoromana, Laax 1987, S. 70–82).
- Über die Sprachgeschichte von Chur. In: Bündner Monatsblatt 1931, Nr. 4 (April), S. 97–118 (Digitalisat in E-Periodica).
- mit Andrea Schorta: Rätisches Namenbuch. E. Droz, Paris; M. Niehans, Zürich; Leipzig 1939ff. (Romanica helvetica. Series linguistica; 8).